# Nowe Łąki
Nowe Łąki – wieś w Polsce położona w województwie dolnośląskim, w powiecie złotoryjskim, w gminie Pielgrzymka.

## Podział administracyjny
W latach 1975–1998 miejscowość administracyjnie należała do województwa legnickiego.

## Demografia
Według Narodowego Spisu Powszechnego (III 2011 r.) liczyły 26 mieszkańców. Są najmniejszą miejscowością gminy Pielgrzymka.